# ألكس أفيلا
ألكس أفيلا (بالإسبانية: Alex Ávila)‏ هو لاعب كرة قدم هندوراسي، ولد في 26 ديسمبر 1964 في هندوراس. شارك مع منتخب هندوراس لكرة القدم. أما مع النوادي، فقد لعب مع ريال إسبانيا وكروز آزول ونادي باتشوكا ونادي بلاتنسي.

## وصلات خارجية
- ألكس أفيلا على موقع قاعدة بيانات كرة القدم.إي يو (الإنجليزية)
- ألكس أفيلا على موقع ناشيونال فوتبول تيمز (الإنجليزية)